# Joseph-Marie Amiot
Joseph-Marie Amiot (Tolone, 8 febbraio 1718 – Pechino, 8 ottobre 1793) è stato un missionario francese.

## Biografia
Partì nel 1740 per la Cina e vi rimase fino al 1793, anno della morte. Si dedicò alla sinologia e all'astronomia.

## Opere
- Éloge de la ville de Moukden, trad. du chinois, 1770;
- Art militaire des Chinois d'après L'Art de la guerre de Sun Tzu, en 1772; plusieurs ouvrages sur la Typographie et la Musique des Chinois;
- Mémoires concernant l'histoire, les sciences, les arts, les mœurs et les usages des Chinois (par les missionnaires de Pékin), 15 vol., Paris, 1776-1789. | Tome 3 numérisé par Google Tome 5 BNF
- Mémoire de la Musique des Chinois tant anciens que modernes, envoyé en 1776, (Vol. VI des Mémoires, publié par l'abbé Roussier en 1779).
- Divertissements ou concerts de musique chinoise, en deux fois trois cahiers, accompagnés d'un cahier de musique sacrée (prières catholiques en chinois mis en musique, envoyés à Mr. Bignon, bibliothécaire du Roi, demeurés inédits.
- Vie de Confucius (formant le tome XII des Mémoires sur les Chinois);
- Dictionnaire tatar-mandchou-français (2 vol.), Paris, 1789
- Grammaire de la langue tatare-mantchoue.